# イリヤ・イーティン
イリヤ・イーティン（英: Ilya Itin、1967年4月3日 - ）は、ニューヨーク市在住のロシア人ピアニストである。

## 活動初期

### コンクール受賞歴
1996年のリーズ国際ピアノコンクールで金メダル(第1位)を獲得し、同時に現代音楽賞とBBC聴衆賞も受賞した。
ロシアでは、モスクワ音楽院が主催するラフマニノフコンクールで最優秀賞に輝いた。その後、ウィリアム・カペル国際ピアノコンクールでも第2位を手にした。1991年には、カサドシュコンクール（現クリーブランド国際ピアノコンクール）で第1位とショパン特別賞を受賞。さらに、ジーナ・バッカウアー国際ピアノコンクールでは「プロコフィエフ最優秀演奏賞」と「モーツァルト最優秀演奏賞」を含む特別賞と第3位に選ばれた。1992年には、アルトゥール・ルービンシュタイン国際ピアノコンクールでも堂々の第3位を獲得している。

## 現在の活動

### 演奏活動
ヨーロッパ、アジア、南米、アメリカを巡るソリストとしてツアーを行い、その名を世界中に知らしめてきた。これまでに、クリーヴランド管弦楽団、サンクトペテルブルク・フィルハーモニー管弦楽団、東京交響楽団、ロチェスター・フィルハーモニー管弦楽団、イスラエル・カメラータ・エルサレム、中国国立交響楽団、アンカラのビルケント交響楽団、インド交響楽団、メキシコ市フィルハーモニー管弦楽団、そしてロンドン・フィルハーモニー管弦楽団など、数々の一流オーケストラと共演している。
これまでに、サイモン・ラトル、ネーメ・ヤルヴィ、クリストフ・フォン・ドホナーニ、ヤコフ・クライツベルク、ワシリー・シナイスキー、ワレリー・ポリャンスキー、ミハイル・プレトニョフといった世界的に著名な指揮者たちと共演してきた。
また、マイアミ国際ピアノフェスティバルや、プリンストン大学で開催されるゴランスキー研究所の国際ピアノフェスティバルに定期的に出演している。
イーティンのアメリカやアジアでのリサイタルは、非常に高い評価を受けている。
2010年夏には、アジア5都市を巡るツアーを成功させた。全24曲のラフマニノフ前奏曲を披露し、すべての公演が満席となった。その後、ロチェスター・フィルハーモニー管弦楽団の2010-2011シーズンの開幕公演でリストのピアノ協奏曲第1番を演奏した。録音では、イスラエル・カメラータとのベートーヴェン協奏曲第2番や、アルトゥーロ・ベネデッティ・ミケランジェリ・フェスティバル室内管弦楽団とのハイドンの協奏曲ニ長調が高く評価されている。また、ラフマニノフ前奏曲全24曲のライブ録音、プロコフィエフのピアノソナタ第6番、第7番、第8番、ムソルグスキーの『展覧会の絵』がVideo Artists International（VAI）からリリースされている。室内楽の録音としては、イゴール・グルップマンとのベートーヴェン「春」ソナタ、ヴェスナ・グルップマンとのブラームスのヴィオラソナタヘ短調、さらにマイアミ国際ピアノフェスティバルで伝説的なヴァイオリニスト、アイダ・ヘンデルと共演したリサイタルの録音がある。

### 学歴
イーティンは4歳でピアノを始め、幼少期を通じてスヴェルドロフスク音楽院付属才能教育学校でナタリア・リトヴィノワに師事した。その後、モスクワ音楽院でレフ・ナウモフに師事し、1990年に最高栄誉で卒業した。

### 録音
2010年3月7日、イーティンはマイアミ国際ピアノフェスティバルの「マスターピアニストシリーズ」で2回のライブリサイタルを録音した。この録音はVAIレーベルからリリースされており、「ロシア・ピアノ音楽マラソン」と題された内容には、ラフマニノフの全24曲の前奏曲とプロコフィエフのピアノソナタ第7番、第8番が収録されている。

### 指導者として
イーティンは、ジュリアード音楽院やピーボディ音楽院で客員講師として教鞭を執っているほか、日本の東京にある武蔵野音楽大学で客員芸術家・客員教授を務めている。また、ニューヨーク市立大学（CUNY）の大学院課程で指導経験があり、夏にはプリンストン大学で開催されるゴランスキー研究所で教えている。